# Beerfurther Schlösschen
Das Beerfurther Schlösschen ist die Ruine einer mittelalterlichen Turmburg in Spornlage oberhalb von Beerfurth, einem Ortsteil von Reichelsheim im Odenwald, einer Gemeinde des Odenwaldkreises in Hessen.

## Geographische Lage
Die Reste der Anlage befinden sich östlich Kirch-Beerfurths auf einer Höhe von 363,4 m ü. NHN, südlich des Weilers Hutzwiese und nahe dem Gasthaus Vierstöck, das etwa 500 m weiter ostsüdöstlich  liegt. Der Bergsporn mit Blick in das Gersprenztal ist heute bewaldet und nordwestlicher Abschluss des Burgbergs (404 m ü. NN) im Kristallinen oder Vorderen Odenwald (Naturraum 145.9 Böllsteiner Odenwald).

## Geschichte

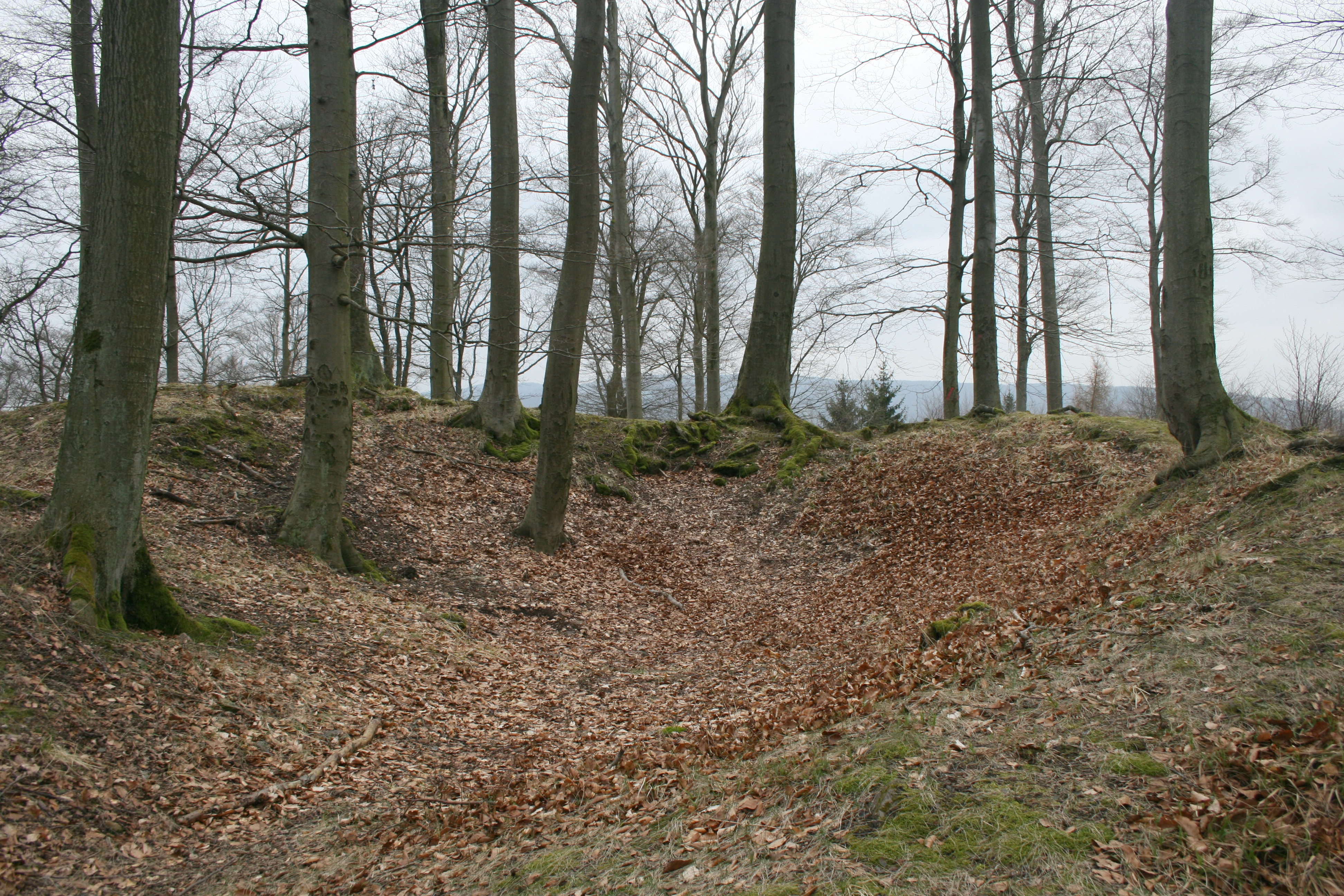
Wälle/Mauerreste des Hauptturms, Ansicht von Osten.
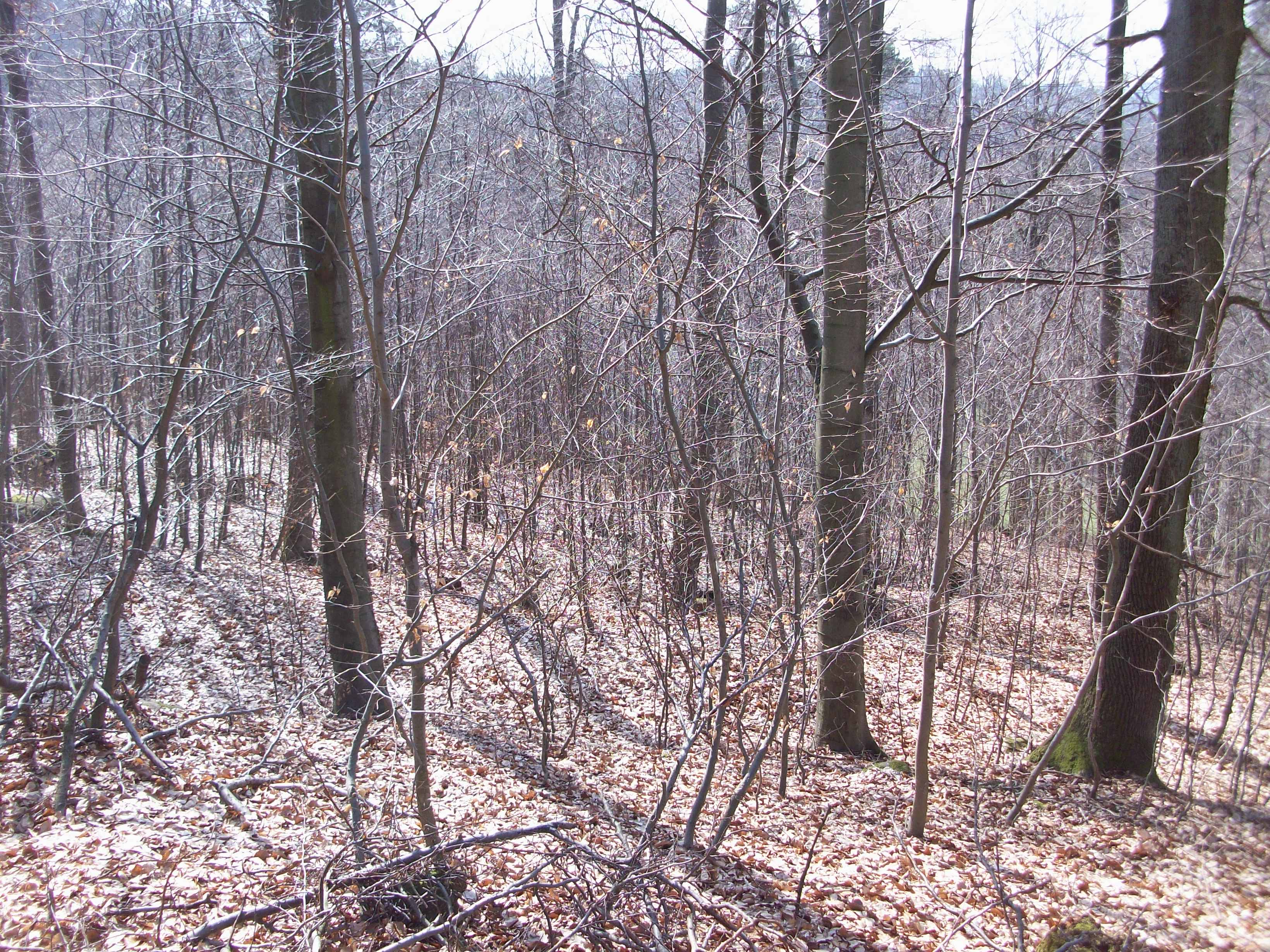
Das mindestens dreifache Wall-Graben-System Richtung Gersprenztal
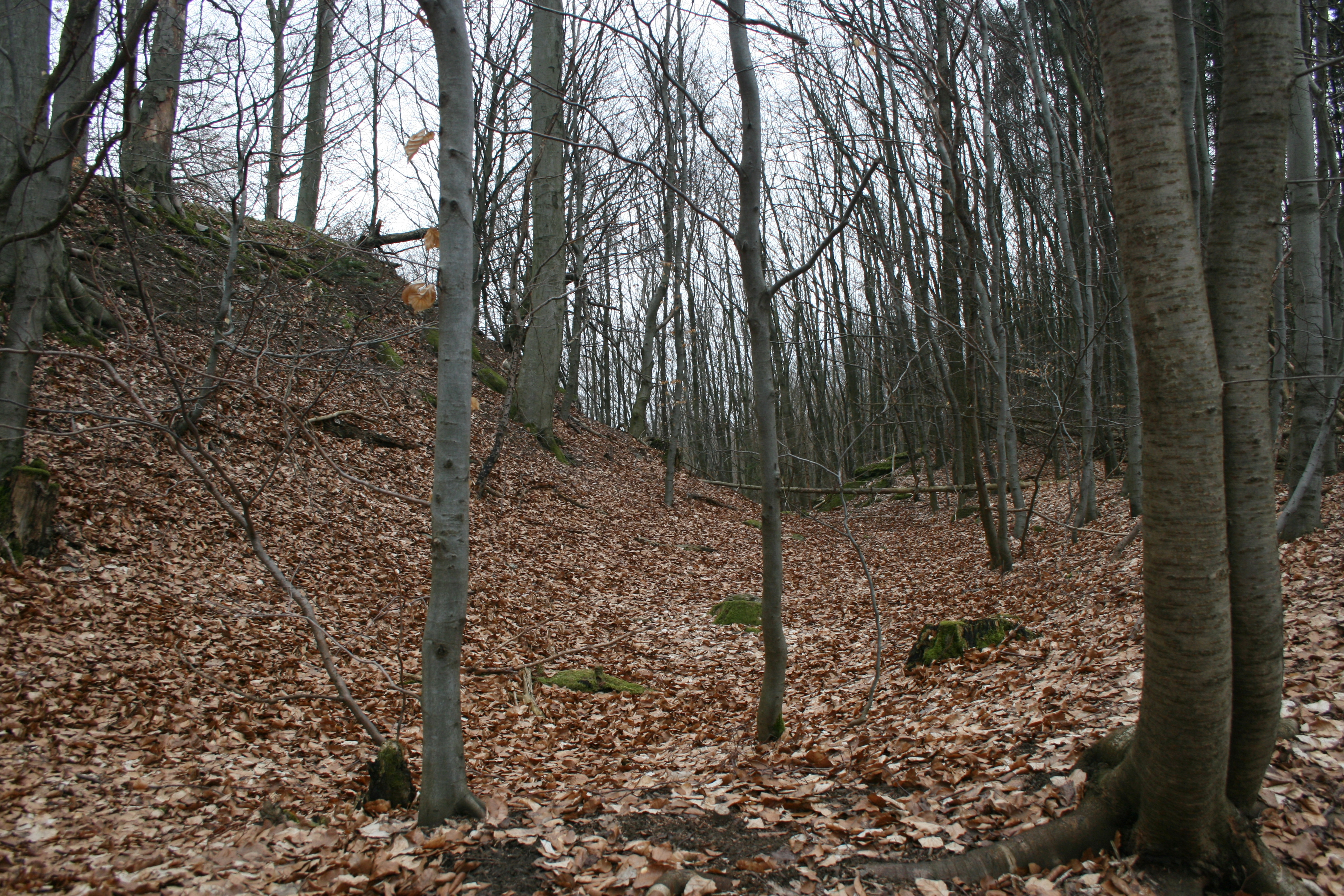
Blick in den Halsgraben von Südwesten.

Über die Geschichte des Beerfurther Schlösschens liegen keine Schriftquellen vor. Die erste urkundliche Erwähnung stammt aus dem Jahr 1740, als Beerfurther Bürger dort Steine abtransportierten zum Bau eines Schulhauses. Dies wurde von der Erbacher Regierung untersagt, anscheinend mit geringem Erfolg. Ein Handriss der Gemarkung Kirch-Beerfurth aus den Jahren 1853–57 zeigt das Gebäude mit einem ungewöhnlichen, mehrfach auskragenden Grundriss und wesentlich überdimensioniert. Es trägt dort die Bezeichnung Kirchbeerfurther Schloß, dies wurde aber anscheinend kurz danach wieder herausgestrichen. Grabungen fanden erst 1887 unter Eduard Anthes statt. Dabei wurden nur wenige Funde geborgen, weshalb angenommen wird, dass die Anlage unvollendet blieb.
Die Datierung der Burganlage ist deshalb ebenfalls unsicher. Aufgrund der Bauweise könnte es sich um einen Vorgängerbau des nahe gelegenen Schloss Reichenberg handeln, das um 1200 entstand. Bis zum Erwerb des allodialen Territoriums im oberen Gersprenztal durch die Grafen von Erbach zu Beginn des 13. Jahrhunderts war der Besitz zersplittert. Die Erbauer sind möglicherweise in vorherigen Eigentümern zu suchen, etwa den Herren von Crumbach.

## Anlage
Von der Burg sind noch einige Gräben und Wälle sichtbar und nordwestlich wenige Mauerzüge einer Ringmauer. Den Kern der Anlage bildete ein quadratischer Turm mit einer Seitenlänge von 14 m und etwa 2 m starken Mauern. Um den Turm verlief in etwa 5 m Abstand nach Süden, Osten und Norden sowie etwa 10 m Abstand nach Westen die Ringmauer, von der etwas Füllmauerwerk mit Resten der inneren Mauerschale aus kleinen Quadern erhalten und gesichert ist.
Jenseits des östlich (von Süden nach Nordosten) gelegenen Halsgrabens, welcher die Burg gegen den Berg sicherte, und dem ein zweiter, heute fast verfüllter Halsgraben etwa sieben Meter weiter östlich vorgelagert war, konnte E. Anthes Teile der Vorburg nachweisen. Im Gelände sind davon nur schwache Spuren zu erkennen.
Parallel zum Wanderweg (Nr. 7 im weißen Kreis), der in Verlängerung der Kirchstraße und weiterführend dem Rundwanderweg 5 aus Richtung Beerfurth den heutigen Aufgang zum Burgstall markiert, sind parallel zur Burg und dem Spornverlauf noch deutlich drei parallel verlaufende Wälle und Gräben zu sehen, die wohl dem Schutz der südlichen Seite des Bachtales zum Gersprenztal dienen sollten.

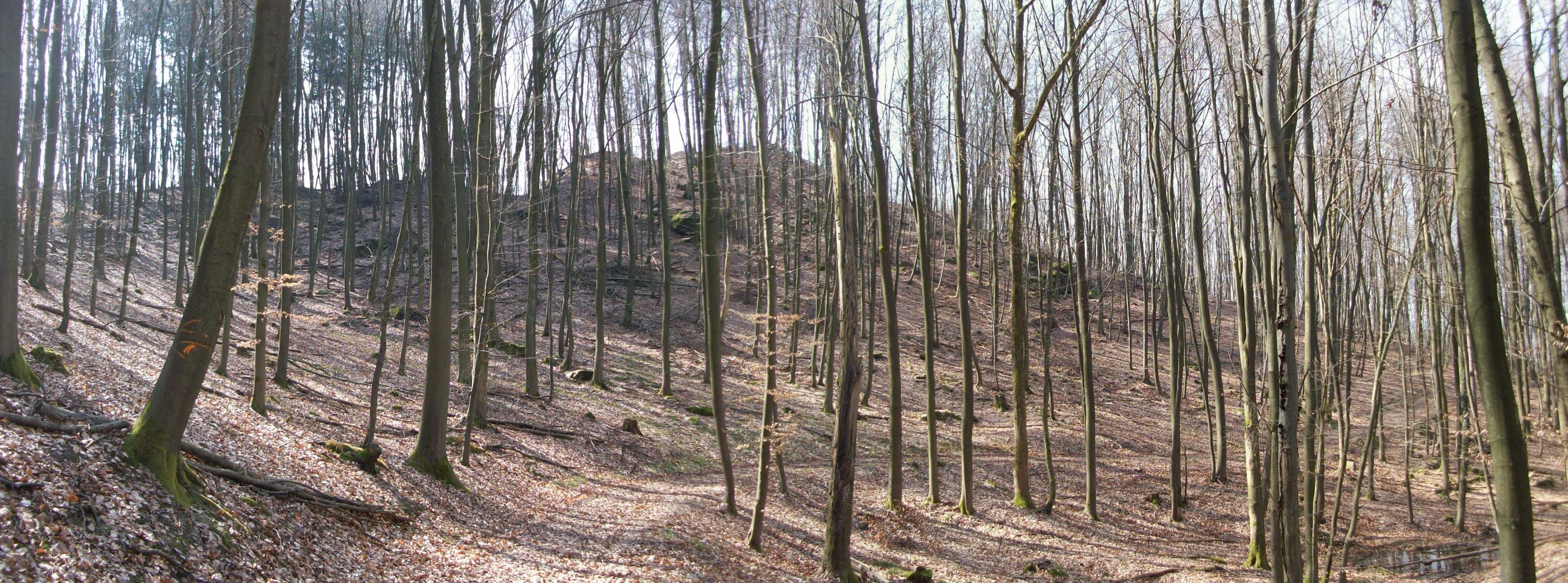
Blick auf den Burgstall von Nordosten

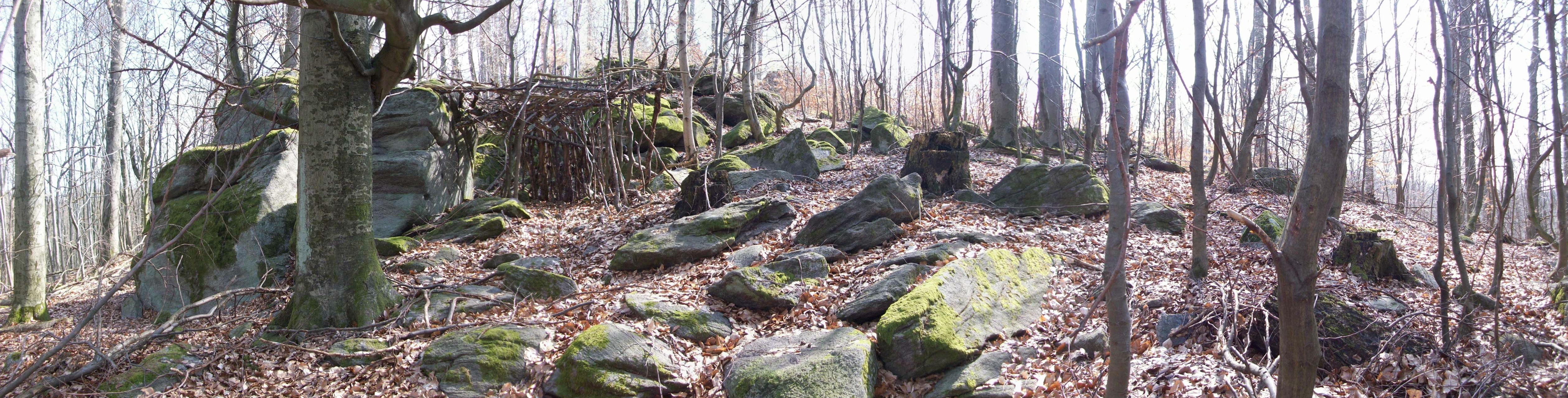
Nordwestliche Spornseite
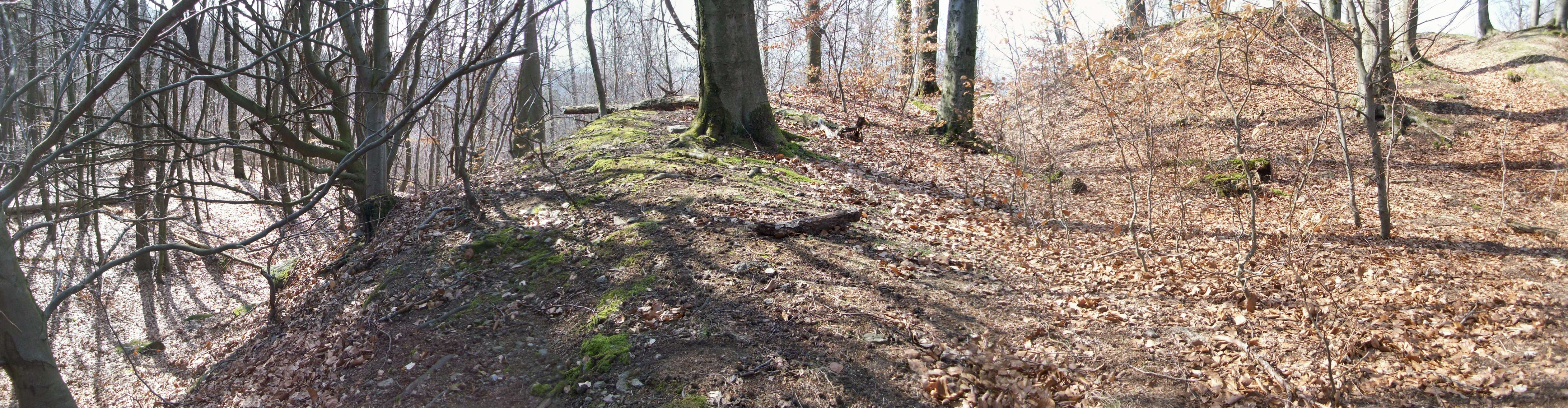
Großer Halsgraben, Ringmauer, Turmstumpf